# Pöcking (Haute-Bavière)
Pour les articles homonymes, voir Pöcking.
Pöcking est une commune allemande, située dans le Land de Bavière, et dans l’arrondissement de Starnberg (Haute-Bavière).

## Géographie

### Localisation
Pöcking se trouve dans la région de Munich, dans la périphérie de villégiature de la capitale bavaroise. Les quartiers de Possenhofen et Niederpöcking sont situés sur les rives du lac de Starnberg, de sorte que Pöcking offre aussi la possibilité de profiter du réseau de croisières touristiques sur le lac de Starnberg.
La commune de Pöcking est composée de plusieurs quartiers :
- Aschering
- Maising
- Niederpöcking
- Seewiesen
- Pöcking
- Possenhofen

### Voies de communication et transports
La commune de Pöcking est traversée par la route B2, route nationale moderne qui relie Starnberg à Weilheim et traverse ce que l’on appelle le « Pays des cinq lacs ».
La bonne situation financière de Pöcking a permis le financement de projets d’infrastructures à haut investissement, essentiellement dans le centre même de Pöcking. Parmi ces projets, le rétrécissement de la route principale.

## Histoire
Pöcking appartenait aux comtes de La Rosée et faisait partie de la cour de Garatshausen-Possenhofen. Cette dernière dépendait pour sa part de la principauté de Bavière. L’actuelle commune de Pöcking fut créée en 1818 par un édit communal, à la suite d'une série de réformes administratives de la principauté de Bavière.

## Politique et administration

### Démographie
La commune comptait 3 195 habitants en 1970, 5 272 en 1987, 5 529 en 2000, 5 512 en 2002 et 5 695 en 2005.

### Enseignement
Dans le quartier de Seewiesen est installé l’Institut d’Ornithologie Max Planck, fondé en 1954 comme Institut de Psychologie Comportementale Max Planck.

## Politique et société
Le maire de Pöcking est actuellement Rainer Schnitzler (indépendant). Il a été élu en 2002 et a succédé à Konrad Krabler (indépendant).
Les recettes fiscales de la ville s’élevaient en 1999 à environ 8 299 000 €. Parmi ces dernières, les recettes de la taxe professionnelle constituaient 4 453 000 € net, malgré une part relativement faible de l’impôt professionnel dans les recettes fiscales. La plus grande partie de cette taxe est due à la SARL LHI Leasing (aide financière aux entreprises).

## Économie

### Associations
- Comité local Pöcking-Starnberg de la DLRG (Deutsche Lebens-Rettungs-Gesellschaft – Société Allemande de sauvetage en mer)
- Association sportive SCPP Pöcking-Possenhofen

## Culture locale et patrimoine

### Lieux et monuments
- Caserne de la Bundeswehr (armée de terre) Général Fellgiebel à Maxhof
- École primaire de Pöcking
- Piscine
- Bibliothèque municipale

### Personnalités liées à la commune
Pöcking est connue pour être le village où sont décédés la réalisatrice et photographe Leni Riefenstahl et l'archiduc Otto de Habsbourg-Lorraine.

### Héraldique, logotype et devise
Pöcking possède depuis 1980 son propre blason. Les éléments de ce blason sont :
- Une chouette de sinople avec des serres d'or, un bec d'or et des yeux blancs argentés,
- des vagues d'azur,
- un fond blanc argenté.